# Batallón de Inteligencia 181
El Batallón de Inteligencia 181 «Capitán Juan Ferreyra» (B Icia 181) es una unidad del Ejército Argentino basado en la Guarnición de Ejército «Bahía Blanca» y dependiente del Comando de la 3.ª División de Ejército «Teniente General Julio Argentino Roca».
El Batallón de Inteligencia 181 participó de la edición 2011 del Ejercicio Unidos por la Defensa.
El 1.º de julio de 2016, se entronizó en el cuartel del batallón la imagen de San Juan Evangelista, patrono de la Tropa Técnica de Inteligencia.